# Frellstedt
Frellstedt er en kommune centralt i Landkreis Helmstedt, i den sydøstlige del af den tyske delstat Niedersachsen. Den har en befolkning på godt 800 mennesker (2012), og er
en del af amtet (Samtgemeinde) Nord-Elm. Den ligger i Naturpark Elm-Lappwald omkring 6 km sydvest for byen Helmstedt.